# Appula melancholica
Appula melancholica är en skalbaggsart som beskrevs av Pierre Émile Gounelle 1909. Appula melancholica ingår i släktet Appula och familjen långhorningar.
Artens utbredningsområde är Paraguay. Inga underarter finns listade i Catalogue of Life.